# Baogang Rare Earth
Baogang Rare Earth est une entreprise chinoise du groupe Baogang. Elle exploite la mine de Baiyun Obo, la plus grande mine au monde de terres rares, près de Baotou, en Chine.
Elle provoque une importante pollution dans les villages voisins, en particulier au niveau de la nappe phréatique.
La pollution des eaux toujours plus croissante dans cette zone est à l'origine d'une augmentation de personnes atteintes de graves maladies telles que le cancer.
Le groupe Baogang appartient au gouvernement provincial de Mongolie-Intérieure. Il exploite outre la mine de Bayan Obo, les aciéries et la plupart des raffineries de terres rares de Baotou. Baogang est un pilier du complexe militaro-industriel chinois depuis Mao Zedong.